# مايك ميرفي (لاعب كرة قاعدة)
مايك ميرفي (بالإنجليزية: Mike Murphy)‏ هو لاعب كرة قاعدة أمريكي، ولد في 19 أغسطس 1888 في Forestville, Schuylkill County, Pennsylvania ‏ في الولايات المتحدة، وتوفي في 26 أكتوبر 1952 في جانسون سيتي في الولايات المتحدة.

## وصلات خارجية
- مايك ميرفي على موقعبيزبول رفرنس.كوم (الدوري الرئيسي) (الإنجليزية)
- مايك ميرفي على موقعبيزبول رفرنس.كوم (الدوري الثانوي) (الإنجليزية)